# ميشال مارك بوشار
ميشال مارك بوشار (بالإنجليزية: Michel Marc Bouchard)‏ (و. 1958  م) هو كاتب مسرحي، وكاتب، وكاتب سيناريو كندي، ولد في ألما، كيبك.
.

## التعليم
تعلم في جامعة أوتاوا.

## جوائز
حصل على جوائز منها:
- النيشان الوطني لكيبيك من رتبة فارس (2012)[10]
- جائزة لامدا الأدبية
- جائزة دورا مافور مور [الإنجليزية]‏
- ضابط وسام كندا.

## وصلات خارجية
- ميشال مارك بوشار على موقع IMDb (الإنجليزية)
- ميشال مارك بوشار على موقع ألو سيني (الفرنسية)
- ميشال مارك بوشار على موقع أول موفي (الإنجليزية)
- ميشال مارك بوشار على موقع قاعدة بيانات الأفلام السويدية (السويدية)
- ميشال مارك بوشار على موقع قاعدة بيانات الفيلم (الإنجليزية)
- ميشال مارك بوشار على موقع كينوبويسك (الروسية)